# Habitatge a la plaça dels Polls, 8 (Caldes de Malavella)
L'edifici situat a la plaça dels Polls, 8 és un habitatge entre mitgeres del municipi de Caldes de Malavella (Selva). Forma part de l'Inventari del Patrimoni Arquitectònic de Catalunya.

## Descripció
L'edifici consta de planta baixa, pis, golfes i terrat. A la planta baixa hi ha una finestra quadrangular (on sembla haver hagut anteriorment una porta) i una porta emmarcada. Separant els pisos visualment hi ha una cornisa motllurada horitzontal realitzada amb ceràmica amb motius florals. Al pis hi ha dues finestres també emmarcades, amb un guardapols i un ampit que a la part de sota té uns modillons amb motius vegetals. A la zona de les golfes hi ha dues petites obertures rectangulars. L'edifici queda coronat per un terrat amb barana d'obra. La façana té un suau encoixinat.